# Heritage Preservation
Heritage Preservation est un organisme américain sans but lucratif fondé en 1973. Sa mission est de préserver le patrimoine culturel de la nation américaine pour les générations futures par le biais de leadership innovant, de l'éducation et de programmes.

## Histoire
En novembre 1973 fut mis sur pied le Conseil national consultatif sur la conservation établi par la Loi sur les musées nationaux de la Smithsonian Institution. L'oraganisme est devenu l'Institut national pour la conservation des biens culturels en 1982, et a changé à nouveau son nom pour devenir, en 1997, "Heritage Preservation",. 
L'un de ses premiers grands projets, désigné sous le nom de Save Outdoor Sculpture! (en) (SOS!), fut lancé en 1989. Il a pour but d'identifier, documenter et conserver les sculptures extérieures aux États-Unis. En favorisant la prise de conscience et l'appréciation, ce projet vise à préconiser des soins appropriés à ce patrimoine artistique à l'échelle nationale. Le Smithsonian American Art Museum est devenu un partenaire actif dans le ce projet. 
Un deuxième projet majeur a vu le jour en 2005 appelé "Heritage Health Index", qui incluait des données provenant de plus de 3000 institutions, musées, sociétés historiques, archives gouvernementales, bibliothèques, organisations scientifiques et universités. La réalisation de ce corpus de données ou compendium a été financée par l'Institut des services des musées et des bibliothèques. L'enquête a révélé que quelque 612 millions d'artefacts - photographies,  peintures,  spécimens de la nature et poterie - sont à risque de détérioration car ils ne sont pas pris en charge correctement.